# T. H. Vinayakram

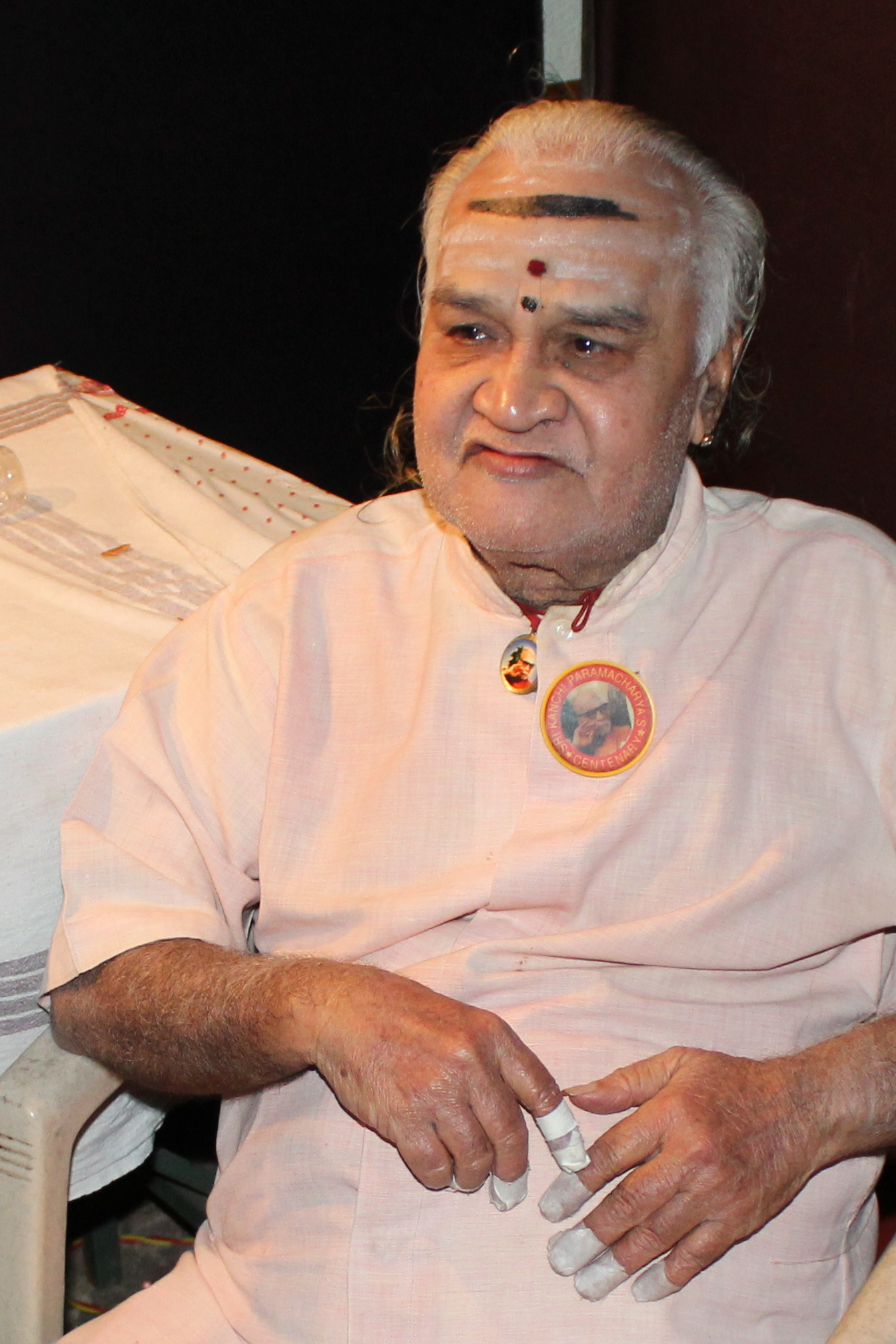
Vikku Vinayakram 2014

T. H. „Vikku“ Vinayakram (Thetakudi Harihara Vinayakram; Tamil தேத்தாக்குடி ஹரிஹர விநாயக்ராம்; * 11. August 1942 in Chennai, Tamil Nadu) ist ein indischer Perkussionist (Ghatam, Mridangam), der im Bereich der karnatischen Musik und des Ethno-Jazz hervorgetreten ist.

## Leben
Vinayakram wurde schon früh durch seinen Vater Kalaimaamani T. R. Harihara Sarma, einem berühmten Lehrer der klassischen südindischen Musik, ausgebildet. Bereits als Dreizehnjähriger nahm er an Konzerten teil. Er begleitete Solisten wie M. Balamuralikrishna, G. N. Balasubramaniam, Madurai Mani Iyer, Semmangudi Srinivasa Iyer, M. S. Subbulakshmi oder Maharajapuram Santhanam. 1974 lehrte er in Kalifornien am Center for World Music. Einer internationalen Öffentlichkeit wurde er ab 1976 als Mitglied von Shakti bekannt, wo er mit  John McLaughlin und Zakir Hussain in Nordamerika und Europa auftrat und mehrere Alben einspielte. 1980 gründete er mit Joel A. die indische Jazzgruppe J. G. Laya. In den späten 1980er und frühen 1990er Jahren war er mehrfach mit L. Shankar im Studio und auf der Bühne. 2008 war er an dem von Bob Belden produzierten Tribut-Album A Celebration of the Music of Miles Davis: Miles from India beteiligt.
Seit Mitte der 1980er Jahre steht Vikku Vinayakram der von seinem Vater 1958 begründeten Perkussions-Akademie Jaya Ganesh Tala Vadya Vidyalaya in Chennai vor. Auch seine Söhne Selva Ganesh und Uma Shankar sind Perkussionisten.

## Preise und Auszeichnungen
Vinayakram erhielt im Jahr 2000 den Hafiz Ali Khan Award. Mickey Harts Album Planet Drum, auf dem er mitwirkte, erhielt 1991 den Grammy; das Album Raga Aberi von L. Shankar wurde für einen Weltmusik-Grammy (1996) nominiert. Die indische Regierung verlieh ihm 2002 den Padma Shri. Auch darf er die Ehrentitel Nadasudarnava und Kalaimamani tragen (die an legendäre Musiker aus seinem Kulturkreis erinnern).

## Diskografische Hinweise
- Mickey Hart Planet Drum (1991)
- Swara Laya Mela (1994)
- Vinayakram/Selva Ganesh/Uma Shankar Together (Magnasound 1996, mit Rikhi Ray)
- Hariprasad Chaurasia Music without Boundaries (Navras 2000, mit Larry Coryell, George Brooks, Swapan Chaudhuri, John Wubbenhorst)

## Lexikalischer Eintrag
- Ian Carr, Digby Fairweather, Brian Priestley: Rough Guide Jazz. Der ultimative Führer zur Jazzmusik. 1700 Künstler und Bands von den Anfängen bis heute. Metzler, Stuttgart/Weimar 1999, ISBN 3-476-01584-X.